# Северный кружок любителей изящных искусств
Се́верный кружо́к люби́телей изя́щных иску́сств (СКЛИИ) — культурно-просветительское общество, образованное в Вологде в 1906 году местными художниками и другими представителями интеллигенции. Занимался выставочной и издательской деятельностью, проведением лекций об искусстве, организовал первые в Вологде общедоступный художественный музей и рисовальные классы, а также библиотеку с книгами по архитектуре и искусству. Изданная кружком в 1914 году книга Г. К. Лукомского «Вологда в её старине» выдержала несколько переизданий и до настоящего времени является одним из лучших источников информации и популярных путеводителей по Вологде.
Воззрения членов кружка соединяли в себе эстетизм, характерный для круга «Мира искусства», с социальной миссией просветительства народа, близкой передвижникам, при этом членами кружка были участники обеих художественных групп. Любовь к природе Русского Севера сделала пейзаж излюбленным жанром для живописцев кружка, а интерес к древнерусской архитектуре, иконописи и народному творчеству способствовал появлению большого числа искусствоведческих и краеведческих работ.
Ликвидирован в 1920 году. Многие члены кружка были репрессированы или вынуждены эмигрировать, судьба других неизвестна. Собрание живописи и скульптуры было реквизировано в фонды Краеведческого музея, из которого в 1953 году передано во вновь образованную Вологодскую областную картинную галерею, где составляет основу коллекции искусства XIX — начала XX века. Рисовальные классы кружка были реорганизованы в Вологодский художественный техникум (закрыт в 1924 году), давший рождение вологодской школе графики.

## Задачи

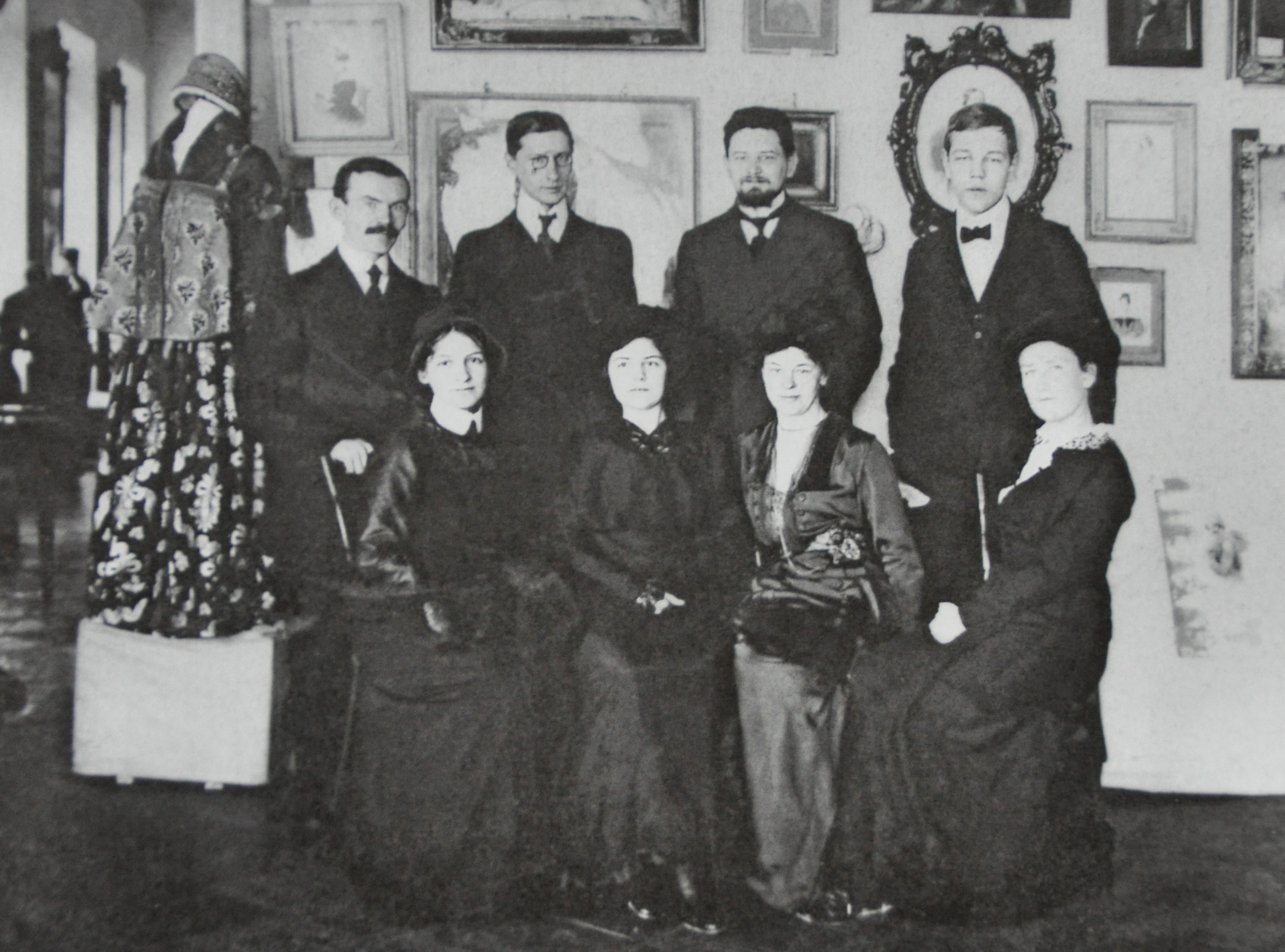
Члены Северного кружка любителей изящных искусств на фото 1913—1914 годов

Устав кружка был утверждён 18 февраля 1906 года. Согласно ему, цель СКЛИИ выражалась «в заботах о художественном развитии и содействии процветанию как чистого, так и прикладного искусства». Основными средствами достижения этой цели, согласно тексту Устава 1913 года, были заявлены:
а) Устройство периодических художественных выставок в городе Вологде и других городах, а также —

б) Передвижных по городам и сёлам, в коих Кружок найдёт это возможным.

в) Основание Вологодского публичного художественного музея, общедоступной рисовальной школы и Художественно-кустарного базара, а также деятельная заботливость о их дальнейшем процветании.

г) Сближение любителей между собою и профессиональными художниками и общение между ними.

д) Содействие получению художественного образования талантливых, но недостаточных членов Кружка.

е) Вспомоществование нуждающимся членам Кружка в виде взаимообразных ссуд и

ж) Приискание для них заказов на всевозможные художественные работы и исполнения.

 
Устав Северного кружка любителей изящных искусств. 1913

## История

### Основание кружка. 1906—1911 годы
Идея об объединении вологодских художников возникала с 1902 года у инженера А. Н. Белозерова и художницы А. Н. Каринской. Первым шагом стало проведение I Художественной выставки, которая была открыта в Вологде с 25 марта по 15 апреля 1905 года. В подготовке к проведению выставки значительную помощь оказал профессор Императорской Академии художеств А. А. Киселёв, а также местное отделение Общества «Помощь», которое выделило помещение в «Народном доме».
А. Н. Белозеров осуществлял отбор картин в Санкт-Петербурге и Москве:
Это дело было нелёгкое, так как большинство художников, к которым пришлось обращаться с просьбами, относились к выставке весьма скептически, пожалуй, даже с недоверием; — трепать свои картины, которые они так ценят, на какой-то Вологодской выставке, давать их почти неизвестному лицу без всяких шансов на продажу или хоть другой успех в смысле популярности — всё это многим из них очень мало улыбалось, и многие из них прямо-таки отказывали, а другие, которые и давали, то далеко не с большой охотой. 
Из жизни кружка. Воспоминания инж. А. Н. Белозерова. Временник. 1916 год

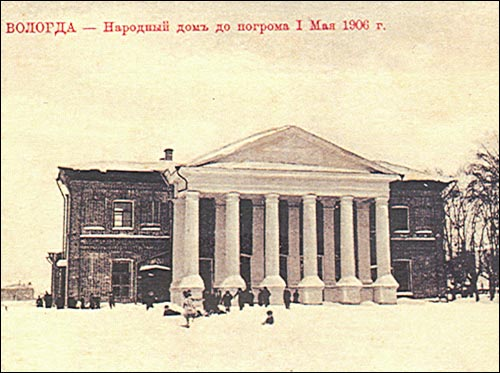
Народный дом на ул. Большая Дворянская — место проведения I Вологодской художественной выставки

Успех I Вологодской выставки, в которой участвовали 44 профессиональных художника и 27 местных любителей, и которую посетили более 3600 зрителей, убедили организаторов в жизнеспособности идеи вологодского художественного объединения. Уже в отчёте о выставке были заявлены основные цели будущего кружка. А. Н. Каринская позже вспоминала:
…Хотя <выставка> материального успеха не имела, но всё-таки публика была заинтересована, и выставку посещала не только местная интеллигенция и учащаяся молодёжь, но нередко приходилось перед картинами видеть и крестьян с котомками за плечами. 
Из жизни кружка. Воспоминания А. Н. Каринской. Временник. 1916 год
18 февраля 1906 года губернатор А. А. Лодыженский утвердил Устав СКЛИИ, подписанный членами-учредителями: А. А. Борисовым, А. Н. Белозеровым, А. Н. Каринской, А. А. Киселёвым и С. В. Рухловым. Уведомление об этом было официально выдано 19 февраля 1906 года, и эта дата стала официальным днём рождения кружка. В связи со скорым отъездом А. Н. Белозерова в Санкт-Петербург в жизни кружка наступил перерыв.
В 1908 году активность кружка была возобновлена, была проведена II Художественная выставка, основу участников составили мастера-реалисты Петербургской Академии художеств. В этом же году художественным критиком А. А. Ростиславовым была прочитана лекция.
В 1909 году была организована III Художественная выставка, в которой были широко представлены работы товарищества «Мир искусства», включая произведения Л. С. Бакста, А. Н. Бенуа, И. Я. Билибина, и передвижников (в частности, И. Е. Репина), однако после неё вновь наступает перерыв в деятельности кружка.

### 1912—1916 годы
4 октября 1912 года было созвано Общее собрание членов, и новым председателем избрана Е. Н. Волкова. Была основана библиотека кружка и рисовальные классы, первоначально размещавшиеся в доме по Большой Козлёнской улице, а после 1919 года — в доме № 24 по Петроградской улице (доме Волкова).
В марте 1913 года состоялась IV Художественная выставка (в доме Дворянского собрания), в которой участвовали члены «Мира искусства» и передвижники. В период поведения выставки были прочитаны лекции Н. Г. Машковцева «О русской живописи», «О современной французской живописи», а также лекция Г. К. Лукомского «О старинной архитектуре России». 21 октября 1913 года была прочитана лекция А. Ф. Каля о П. И. Чайковском (с музыкальными иллюстрациями), а 10 января 1914 года — лекция Г. К. Лукомского «О старинных театрах» (со световыми картинами).

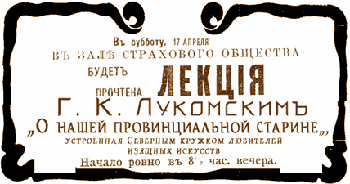
Объявление о лекции Г. К. Лукомского, организованной СКЛИИ в Вологде 17 апреля 1913 г.

В 1913 году члены кружка образовали Историческую комиссию с целью подготовки книги «о вологодской художественной старине». Члены кружка предоставили для книги свои идеи, тексты, фотографии, помогали с поисками источников и финансирования. 1 октября 1914 года книга Г. К. Лукомского «Вологда в её старине» вышла в свет. Построенная как искусствоведческий путеводитель, содержащий большое количество исторических сведений, книга выдержала несколько переизданий, в том числе как репринт в конце 1980-х и 1991 году (последний — тиражом 50 000 экземпляров), и через сто лет являясь одним из ценных источников информации и популярных путеводителей по Вологде.
…как неразрывно связано было когда-то с жизнью художественное строительство Вологды, и как значителен был запас художественной энергии у жителей её: почти всё, что воздвигнуто не позднее 75—100 лет тому назад, носит на себе отпечаток подлинной красоты… 
Лукомский Г. К. Вологда в её старине. Вместо предуведомления.

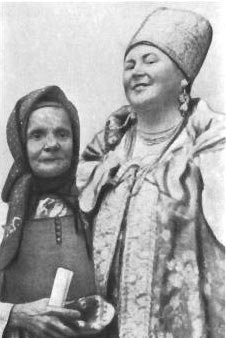
Сказительница М. Д. Кривополенова (слева)
и фольклорист О. Э. Озаровская. 1915 г.

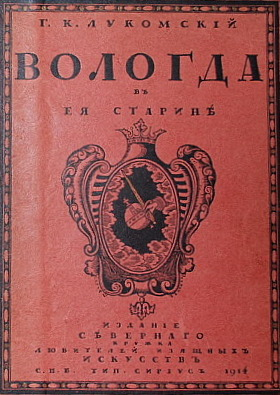
Г. К. Лукомский. Вологда в её старине. Издание Северного кружка изящных искусств. 1914 г.

С 9 по 25 марта в доме Дворянского собрания прошла V Художественная выставка, в которой вновь участвовали члены «Мира искусства» и передвижники. Выставка была подготовлена совместно с Архангельским художественным кружком, организованным членом СКЛИИ С. А. Брянчаниновой, а по окончании выставки в Вологде экспозиция была выставлена в Архангельске.
В марте 1914 года СКЛИИ на правах вологодского филиала вступил в состав «Общества защиты и сохранения в России памятников искусства и старины». Кружком были организованы лекции С. С. Глаголя «Искания правды и красоты русской живописью», лекция фольклориста О. Э. Озаровской с народной сказительницей М. Д. Кривополеновой, снискавшей благодаря своим «ста́ринам» огромный успех в Петрограде и Москве. В. Я. Курбатовым была прочитана лекция «Значение Бельгии в мировой истории искусства». Летом 1915 года кружковцы организовали экскурсии в Новгород и три монастыря Белозерья — Кирилло-Белозерский, Ферапонтов и Горицкий. Осенью 1915 года Историческая комиссия начала готовить журнал «Временник» и регистр памятников церковного, светского и усадебного строительства Вологодской губернии.
В 1915—1916 годах в распоряжение СКЛИИ было предоставлено помещение в Доме Вологодского дворянства. Началась организация Музея нового и старого искусства. В Музей вошли пожертвованные ранее авторами картины (Ф. М. Вахрушов, А. Н. Каринская, Е. Е. Лансере, Г. К. Лукомский, М. Р. Пец и И. Е. Репин), а также образцы народного творчества Русского Севера.

### После Революции 1917 года. Закрытие

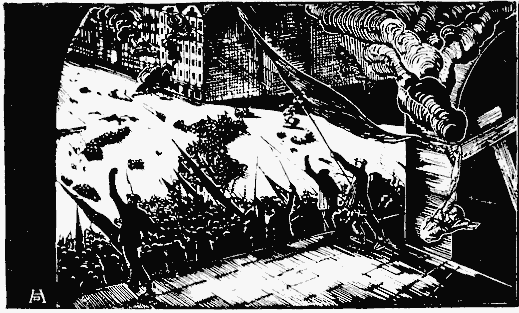
Н. П. Дмитревский. Восстание. Ксилография к стихотворению Э. Верхарна. 1923 г. Автор расстрелян на Бутовском полигоне в 1938 г.

В 1918 году рисовальные классы для детей при СКЛИИ были преобразованы в Государственные свободные художественные мастерские (ГОСВОХУМ), где Н. П. Дмитревский стал преподавать рисунок и гравюру. В 1919 году в штате мастерских значились И. В. Федышин, В. И. Лузан, Н. П. Дмитревский, Е. Н. Волкова. В 1920—1923 годы преподавали художник В. Ф. Сысоев, художник и архитектор Д. А. Крыжановский, художники В. Н. Теребенев и Н. А. Тусов. В 1921 году ГОСВОХУМ был преобразован в Художественный техникум, заведующим назначен Д. А. Крыжановский; Н. П. Дмитревский продолжал преподавать на графическом отделении. В 1922 году в техникуме обучались: на I курсе — 32 студента, на II курсе — 23, на III курсе — 25; состоялся первый выпуск. Обучение было платное, 2 рубля золотом в месяц, рассчитано на 4 года. Экономическое положение техникума за всё время его существования было критическим — преподавателям не выплачивалась зарплата, были перебои с электричеством и водой, не хватало художественных материалов. В 1923 году техникум преобразован в отделение Педагогического техникума. Н. П. Дмитревский в 1923—1924 годы был его директором. На 1 февраля 1924 года значилось студентов: на I курсе — 19, на II курсе — 12, на III курсе — 3; преподавателей — 4 человека. В 1924 году, несмотря на протесты сотрудников и учащихся, Художественный техникум был ликвидирован.
Северный кружок любителей изящных искусств имел важное значение для развития изобразительного творчества в Вологодском крае. Наиболее активные члены СКЛИИ — Ф. Н. Бочков, Ф. М. Вахрушов, Н. П. Дмитревский, В. Ф. Сысоев — стали основателями явления, которое позже назвали «вологодской графикой». Художники-графики, вышедшие из этой среды, обрели общероссийскую известность.
В 1992 году энтузиастами предпринималась попытка возродить кружок. Планировалось возобновить проведение выставок, организовать библиотеку, магазин-салон, осуществлять исследовательскую краеведческую деятельность.

## Выставки
Участвующие художники: 
И. И. Бродский, П. А. Брюллов, К. И. Горбатов, Г. Н. Горелов, Н. Н. Дубовской, К. В. Лемох, В. Е. Маковский, Е. И. Столица и др.
Участвующие художники: 
Л. С. Бакст, А. Н. Бенуа, И. Я. Билибин, А. Ф. Гауш, О. Л. Делла-Вос-Кардовская, М. В. Добужинский, Д. Н. Кардовский, Е. Е. Лансере, Т. А. Луговская-Дягилева, Г. К. Лукомский, Г. И. Нарбут, А. П. Остроумова-Лебедева, В. А. Покровский, Н. К. Рерих, А. А. Ростиславов, И. Е. Репин, Н. М. Фокин, В. Я. Чемберс, М. Я. Чемберс, А. В. Щусев и др.

III Художественная выставка
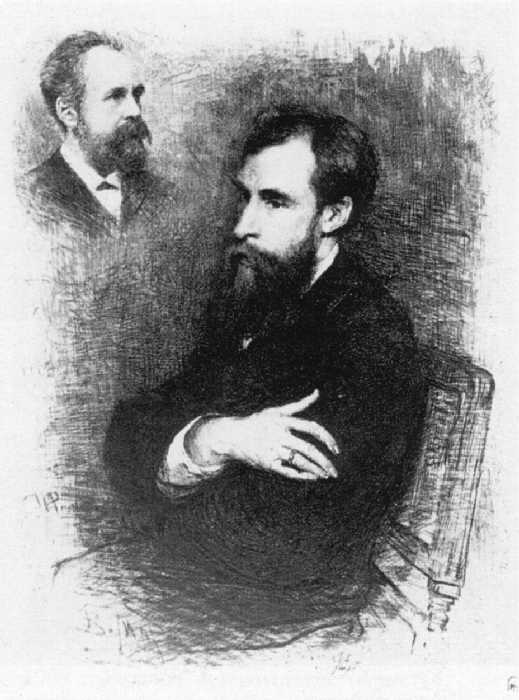
В. В. Матэ. Портрет П. М. Третьякова, офорт с картины И. Е. Репина. 1894 г.
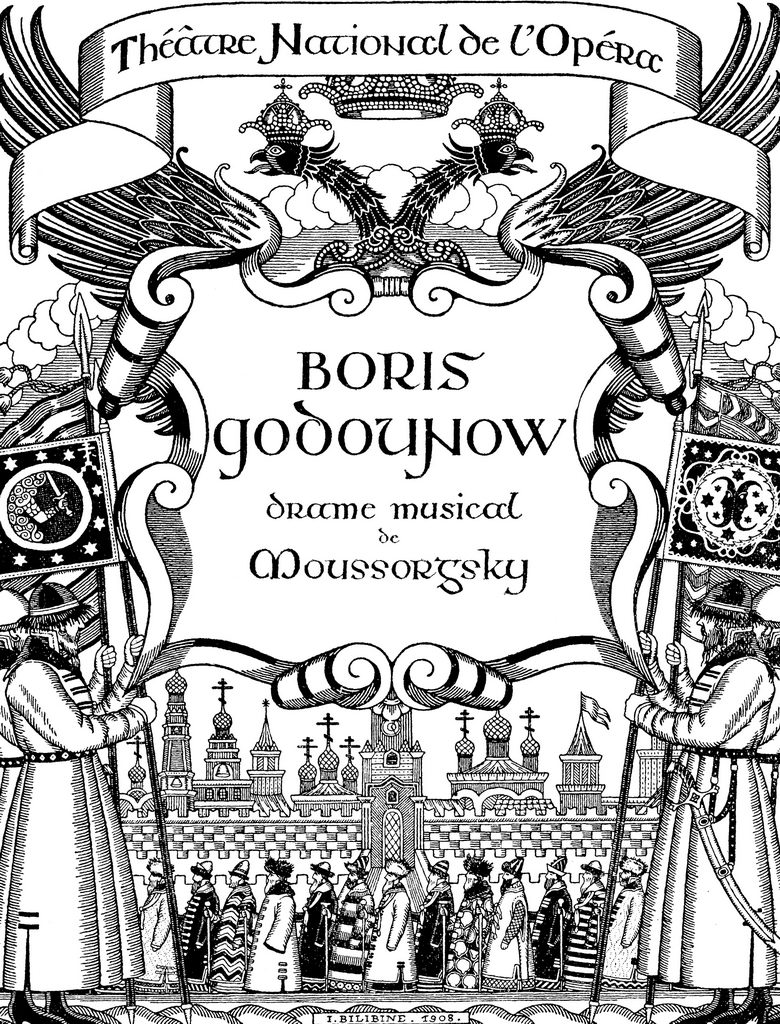
И. Я. Билибин. Заглавный лист программки к опере М. П. Мусоргского «Борис Годунов». 1908 г.
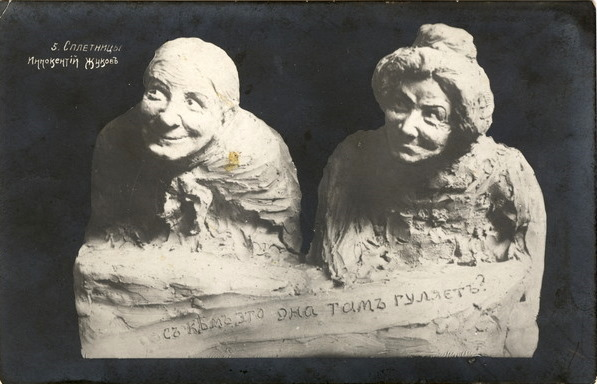
И. Н. Жуков. Сплетницы. 1900-е.
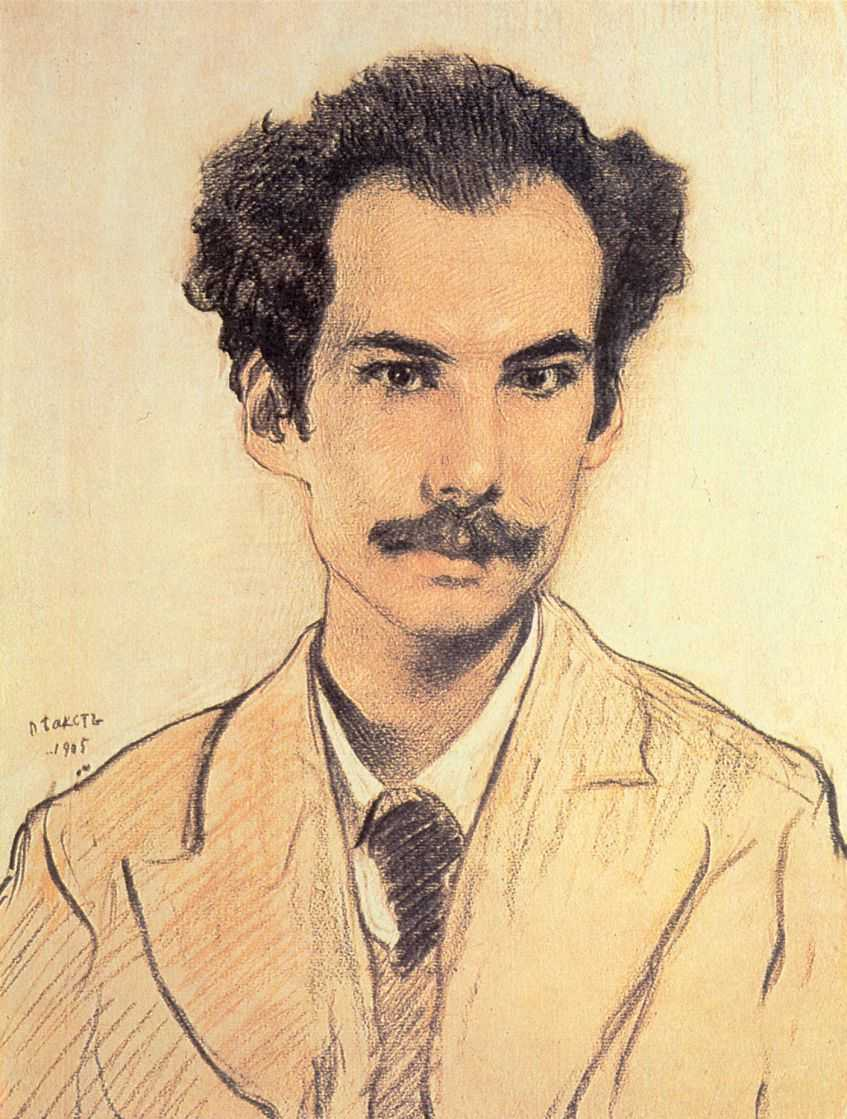
Л. С. Бакст. Портрет Андрея Белого. 1905 г.
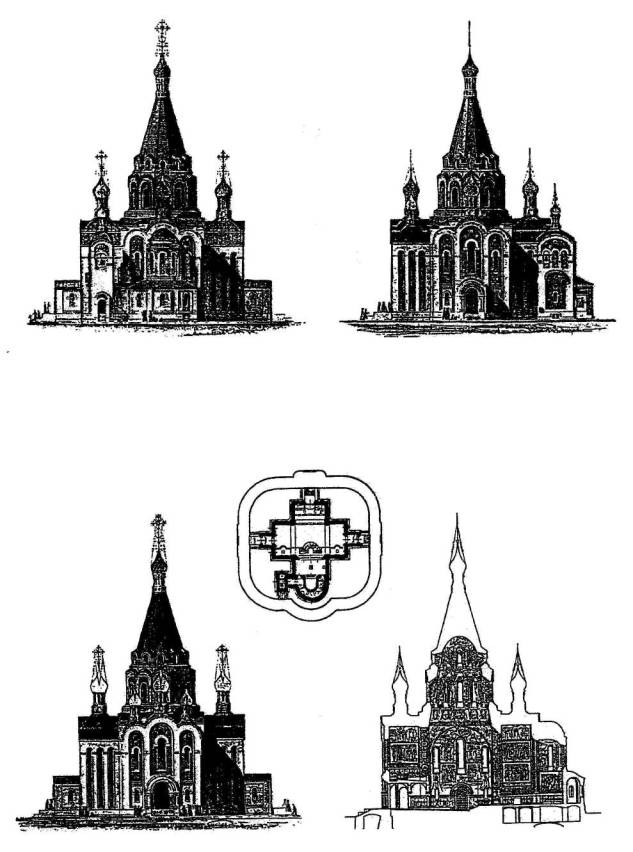
В. А. Покровский. Проект церкви Апостолов Петра и Павла на Шлиссельбургских пороховых заводах. 1906 г.

Участвующие художники: 
Е. Е. Волков, И. А. Владимиров, А. Н. Каринская, Н. Д. Кузнецов, В. Е. Маковский, М. В. Добужинский, Н. К. Калмаков, Д. Н. Кардовский, Г. К. Лукомский, А. П. Остроумова-Лебедева, К. С. Петров-Водкин, В. Д. Фалилеев и другие, в том числе, члены «Мира искусства», «Нового общества художников», Товарищества передвижных художественных выставок и Петербургской весенней выставки
Количество посетителей: 4509.

IV Художественная выставка
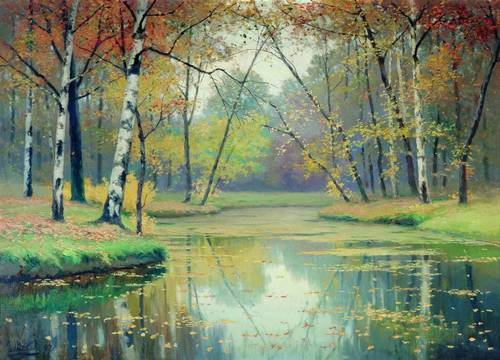
Е. Е. Волков. Осень. 1897 г.
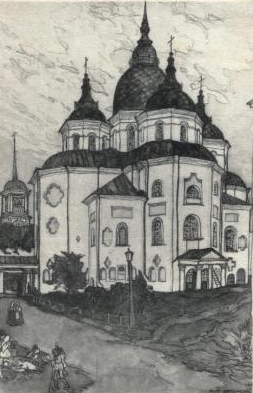
Г. К. Лукомский. Нежин. Николаевский собор. ок. 1910 г.
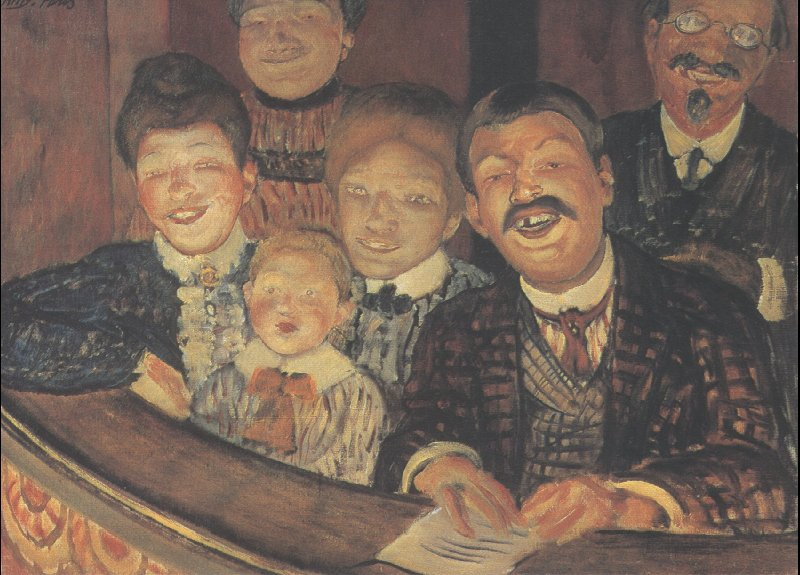
К. С. Петров-Водкин. Театр. Фарс. 1907 г.
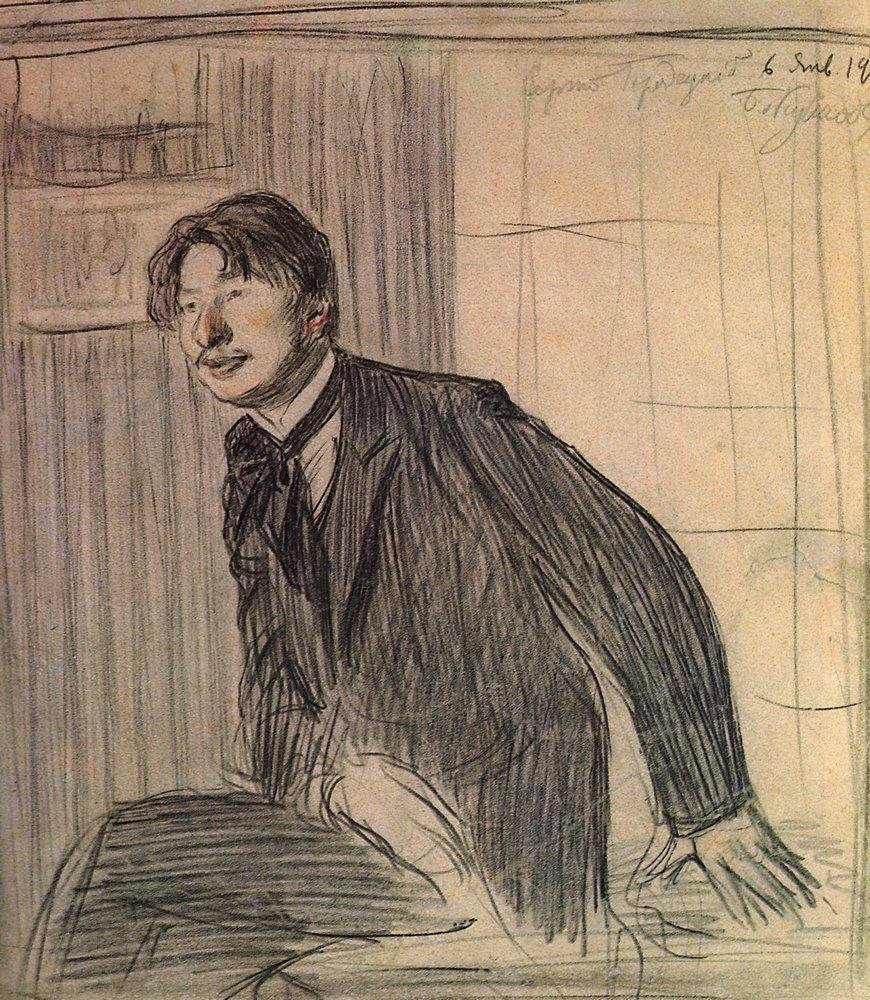
Б. М. Кустодиев. Портрет поэта С. Городецкого. 1907 г.
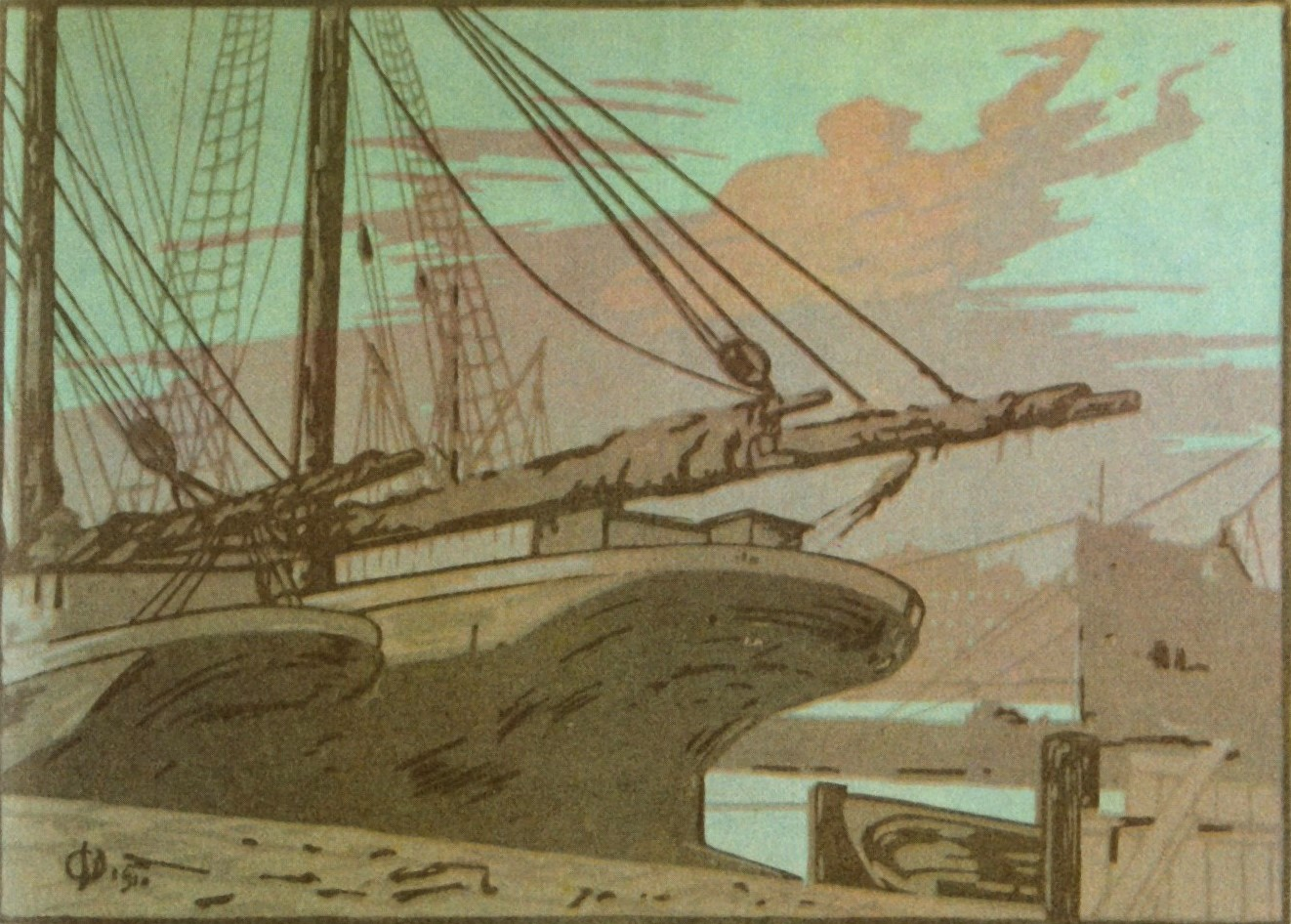
В. Д. Фалилеев. Белая ночь на Неве. 1910 г.

Участвующие художники: 
Члены «Мира искусства» — М. В. Добужинский, Б. М. Кустодиев, Е. Е. Лансере, А. П. Остроумова-Лебедева, К. С. Петров-Водкин, З. Е. Серебрякова, Н. К. Рерих и др., «Нового общества художников» — Д. Н. Кардовский, А. А. Ростиславов и др., художники Севера — А. А. Борисов, Ф. М. Вахрушов, А. Н. Каринская, В. А. Плотников, В. В. Переплётчиков и Тыхо-Вылка, участники Весенней выставки — Л. М. Костриц, С. Г. Писахов, Е. И. Столица и др., и Товарищества передвижных художественных выставок — Е. Е. Волков, Н. Н. Дубовской, В. Е. Маковский, В. В. Матэ и др., а также московские художники и архитекторы Л. О. Пастернак, С. В. Малютин, Н. Д. Недович, П. С. Уткин и др.
Участвующие архитекторы: 
Н. Е. Лансере, Г. К. Лукомский, В. А. Покровский, А. И. Таманов, И. А. Фомин 
Другое: 
 Зал «вологодской художественной старины»: живопись, ювелирные изделия, произведения из бронзы, хрусталя, фарфора и вологодское кружево конца XVIII — начала XIX века из частных собраний. 
Количество посетителей: 4329.
Участвующие художники или их работы: 
А. А. Борисов, Б. М. Боголюбов, Ф. К. Бурхардт, Ф. М. Вахрушов, С. А. Виноградов, С. И. Декаленков, А. Н. Каринская, А. А. Киселёв, К. В. Лемох, В. И. Лузан, А. В. Маковский, Д. Э. Мартен, П. И. Петровичев, Л. В. Туржанский.

VI Художественная выставка
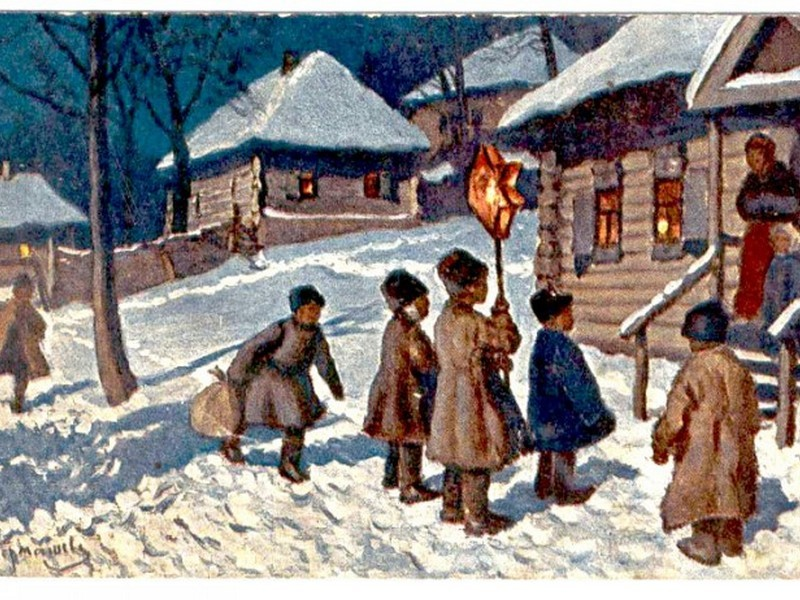
М. М. Гермашев. Со звездой (Христославы). 1916 г.
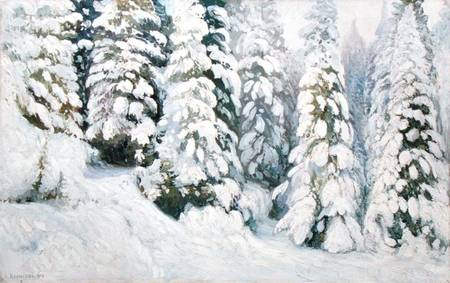
А. А. Борисов. Зимняя сказка. 1913 г.
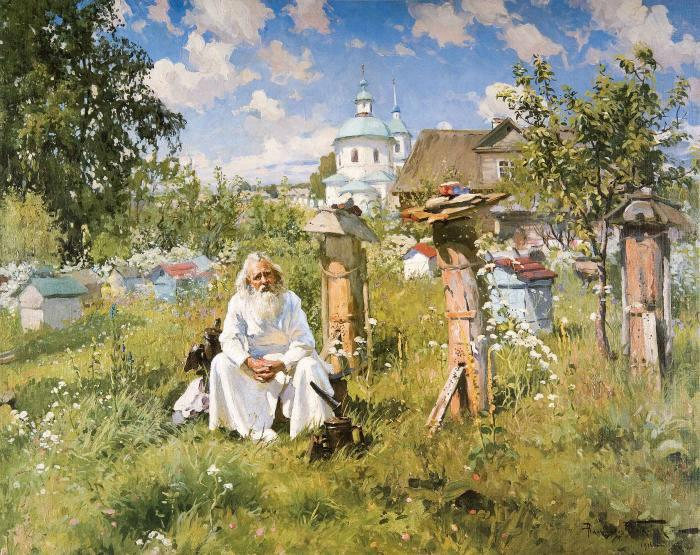
А. В. Маковский. На пасеке. 1916 г.
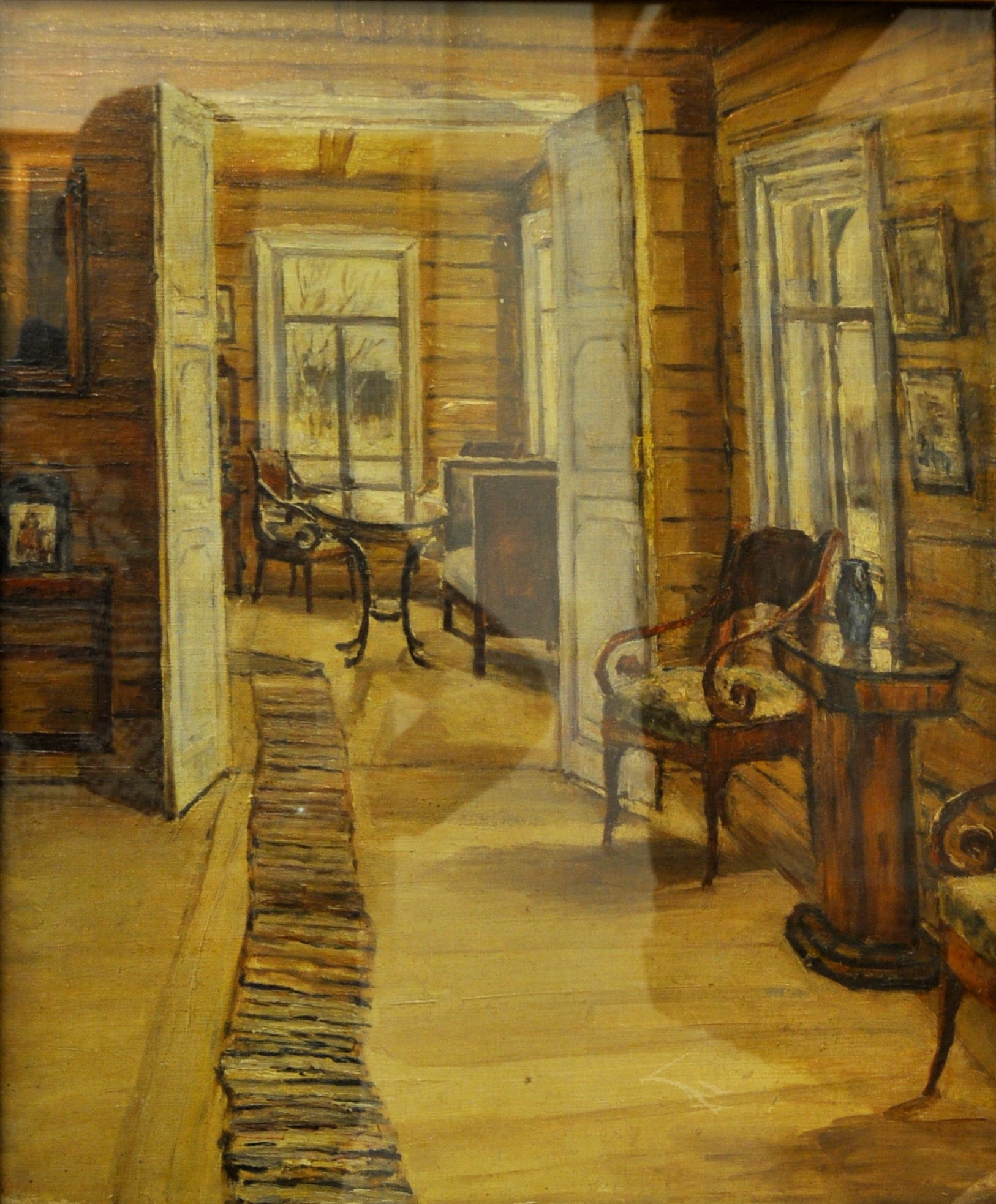
А. Н. Каринская. Интерьер в Мурманове, усадьбе Л. Ф. Пантелеева. 1915 г.

## Участники
Согласно Уставу, кружок состоял из Правления, членов-учредителей, членов-любителей, членов-художников, постоянных и почётных членов. В 1915 году СКЛИИ объединял около 90 человек. Среди них были представители технической и творческой интеллигенции, дворянства, сотрудники государственных органов из Вологды, Санкт-Петербурга и Москвы.
Правление 

Правление заведовало всеми делами кружка и состояло из председателя, его товарища, секретаря, кассира и членов правления (6—12 человек), которые избирались Общим собранием из всех членов кружка сроком на два года. Деятельность Правления включала в себя художественную (организация музея, библиотеки, выставок, издательской работы и другое) и хозяйственную (организация финансирования кружка, административные функции, управление имуществом, ведение документации, контроль за исполнением Устава и другое).
Председателями правления являлись: в 1906—1912 годы — А. И. Сермягин; в 1912—1920 годы — Е. Н. Волкова, дочь городского головы Н. А. Волкова, выпускница Петербургского университета. Е. Н. Волкова способствовала значительной активизации работы и расширению сферы деятельности кружка. В 1912 году в доме Е. Н. Волковой расположилась художественная коллекция кружка, которая с 1916 года стала общедоступной.
Члены-учредители 

А. Н. Белозеров — инженер-технолог, один из инициаторов создания и идеологов СКЛИИ, автор устава СКЛИИ, организатор I Вологодской художественной выставки (1905 год), один из авторов «Временника».
А. А. Борисов (1866, деревня Глубокий Ручей, Красноборский район — 1934, Красноборский район) — художник-пейзажист, первый живописец Арктики, писатель, общественный деятель, исследователь полярных земель. Принимал активное участие в создании и разработке устава СКЛИИ, а затем в организации всех выставок кружка (1905—1918). Имел большой международный успех, персональные выставки состоялись в Санкт-Петербурге, Париже, Лондоне, Вене, Берлине, Вашингтоне (в Белом доме).
А. Н. Каринская (1871, Тотьма — 1931, Москва) — художник-пейзажист, в 1890-х годах училась у пейзажиста А. А. Киселёва в Санкт-Петербурге. Неоднократно совершала поездки по Вологодской губернии. Член Московского общества любителей художеств, Товарищества передвижных художественных выставок.
А. А. Киселёв (1838, Свеаборг — 1911) — живописец-пейзажист, профессор Петербургской Академии художеств. Благодаря авторитету А. А. Киселёва будущим членам кружка удалось установить связи в Санкт-Петербурге и привлечь к участию живописцев Академии художеств.
С. В. Рухлов (1852, село Новое Вологодского уезда — 1918, Пятигорск) — государственный деятель, тайный советник, министр путей сообщения (1909—1915), член Государственного Совета. Почётный гражданин города Вологды. Активный общественный деятель, принимал участие в организации и работе многих неправительственных организаций правого толка. Оказывал материальную помощь в осуществлении деятельности кружка, благодаря авторитету С. В. Рухлова в Санкт-Петербурге в выставках кружка в Вологде участвовали столичные художники. В 1918 году был арестован ЧК в составе группы заложников по делу «О покушении на жизнь вождей пролетариата» и вместе с ними казнён.
Члены-любители 

К. И. Беляев (1884, Вологда — 1942, Вологда) — архитектор, инженер, титулярный советник. После окончания Санкт-Петербургского Института гражданских инженеров Императора Николая I в 1912 году определён младшим инженером Строительного отделения Вологодского губернского правления. Член правления Вологодского общества изучения Северного края, секретарь Историко-археологической комиссии, автор проекта здания СКЛИИ в Вологде.
Н. П. Дмитревский (1890, Ханькоу — 1938, Москва) — художник-график, иллюстратор книг. Один из организаторов и преподавателей в Вологодском художественном техникуме. Расстрелян на Бутовском полигоне в 1938 году, реабилитирован посмертно в 1957 году. Воспроизведение работ в СССР долгое время было запрещено.
И. В. Евдокимов (1887, Кронштадт — 1941, Москва) — писатель, искусствовед, знаток древнерусской живописи и архитектуры, член райкома вологодской организации РСДРП в 1903—1908 годах. Автор романа «Колокола» (1926 год) о событиях революции 1905 года, монографии «Север в истории русского искусства», один из авторов «Временника».
С. С. Перов (1889, Великий Устюг — 1967, ?) — учёный-химик. В 1915—1925 годах писал стихи под псевдонимом Сергей Стрибожич. Окончил Петербургский университет. Основные работы в области биохимии, физической и коллоидной химии и молоковедения. Специалист по биохимии белковых веществ. Академик ВАСХНИЛ, выступил на августовской сессии 1948 года в поддержку Т. Д. Лысенко. Лауреат Сталинской премии (1949).
И. В. Федышин (1885, Горка Владыкинская, Вельский уезд (сейчас Верховажский район) Вологодской губернии — 1941, Вологда) — реставратор древнерусской живописи, один из основоположников научной реставрации иконы и музейного дела на Русском Севере, первый собиратель и исследователь вологодской иконописи. В 1930-е годы был репрессирован, умер вскоре после освобождения в 1941 году.
С. Р. Эрнст (1896, ? — 1980, Париж) — искусствовед, писатель, член комиссии по составлению книги Г. К. Лукомского «Вологда в её старине». Был близок к деятелям «Мира искусства», первый автор книг о ведущих художниках русского «серебряного века» А. Н. Бенуа, Н. К. Рерихе, К. А. Сомове, З. Е. Серебряковой, В. Д. Замирайло. С конца 1910-х жил в Петрограде. Эмигрировал в Париж в 1925 году.
В число членов кружка также входили Е. К. Саблина, Н. С. Серова, Л. А. Коноплёва, Ю. Ф. Лузан, Л. А. Масленникова, В. И. Никуличев, А. А. Галкин, М. Н. Дмитриева, А. П. Микельсон, И. И. Шеляпин, В. Я. Масленников, В. Д. Коноплёв (секретарь кружка, 1915), О. Я. Достойнов (секретарь), С. А. Брянчанинова (Татищева).
Постоянные члены 

И. Е. Репин (1844, Чугуев — 1930, Куоккала) — художник, один из лидеров Товарищества передвижных художественных выставок. Профессор — руководитель мастерской (1894—1907) и ректор (1898—1899) Академии художеств; среди его учеников — Б. М. Кустодиев, И. Э. Грабарь, Ф. М. Вахрушов и другие. После революции 1917 года остался в Финляндии.
Е. Е. Лансере (1875, Павловск — 1946, Москва) — художник, член объединения «Мир искусства». С 1917 — в Дагестане, с 1920 преподавал в Тбилисской Академии Художеств, затем в Московском архитектурном институте. В 1927—1931 — жил и работал в Париже. В 1934—1938 — преподавал во Всероссийской Академии Художеств в Ленинграде. Лауреат Сталинской премии второй степени (1943), Народный художник РСФСР (1945).
Ф. М. Вахрушов (1870, Тотьма — 1931, Тотьма) — художник, живописец-пейзажист и монументалист (храмовые росписи). Большинство работ связаны с природой и архитектурой Русского Севера. Краевед, член Общества изучения Северного края, исследователь и собиратель народного искусства, основатель собрания Краеведческого музея Тотьмы.
Почётный член 

Г. К. Лукомский (1884, Калуга — 1952, Ницца) — искусствовед, историк, художник, потомок княжеского рода Лукомских. Учился на архитектурном отделении Академии художеств. Путешествовал по Западной Европе, России и Украине. Был близок к деятелям «Мира искусства». Автор многих работ по архитектуре русских городов, в том числе написанной благодаря вкладу специальной комиссии СКЛИИ книги «Вологда в её старине» (1914). После Февральской революции входил в Особое совещание по делам искусств. В 1918 году уехал на Украину, затем эмигрировал, жил в Константинополе, Париже, с 1940 года — в Лондоне, продолжал активно работать.

## Адреса

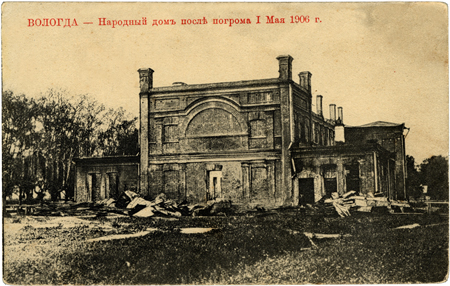
Пушкинский Народный дом после погрома 1 мая 1906 г.

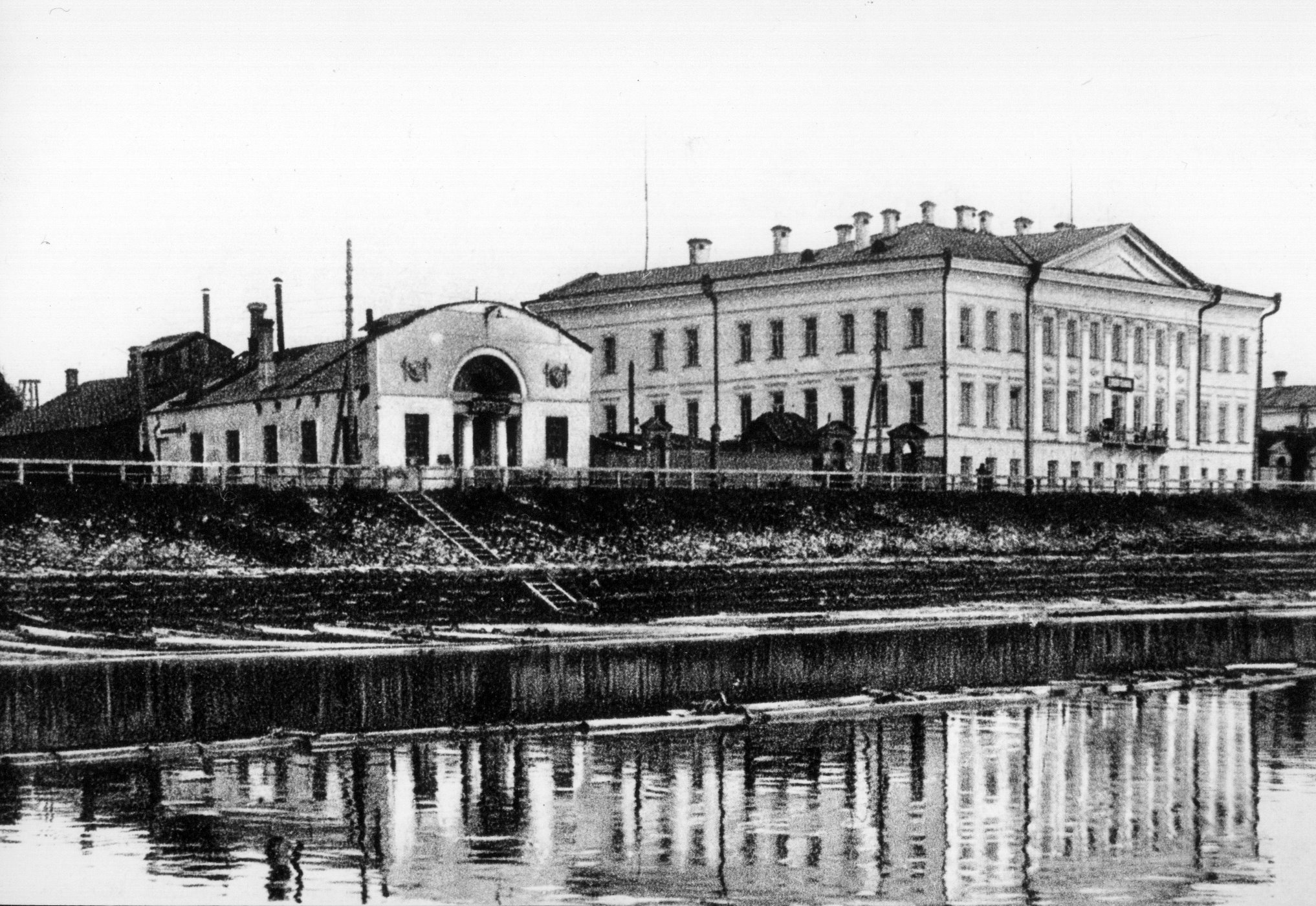
Дом Витуше́чникова с флигелем, где предполагалось размещение СКЛИИ; фото 1910-х гг.

Важное значение имел вопрос о помещении Музея, поскольку выделенное помещение в здании Вологодской губернской земской управы (дом Витуше́чникова с флигелем) оказалось сырым. В 1913 году СКЛИИ направил в Вологодское общество изучения Северного края (ВОИСК) письмо с предложением совместными усилиями добиваться у Вологодской городской Думы предоставления музеям обоих обществ Пушкинского дома, к тому времени находившегося в полуразрушенном состоянии после погрома 1 мая 1906 года. В письме говорилось:
Давно уже пред Северным Кружком стоит вопрос об устройстве в г. Вологде Публичного Художественного Музея. Вопрос до сих пор не разрешен за отсутствием помещения для Музея. Скромные средства Кружка не позволяют и думать о постройке в настоящее время собственного здания. Правление полагает, что для сей цели могло бы быть использовано здание Пушкинского Дома. А так как в Обществе изучения Северного края также на очереди стоит вопрос о помещении для Музея, то Правление Северного кружка и предлагает Обществу изучения Северного края войти совместно с Северным Кружком в Вологодскую Городскую Думу с ходатайством о предоставлении Пушкинского Дома для помещения музеев двух обществ. 
Письмо СКЛИИ в ВОИСК от 29 января 1913 года
Вопрос было решено рассмотреть на совместном заседании Правления ВОИСК и СКЛИИ, но дальше предложений дело не сдвинулось. В 1915 году под музей был выделен флигель дома Дворянского собрания.
Ставился вопрос о строительстве специального здания музея. В архиве ВОИСК в Журналах заседаний сохранился акварельный эскиз проектируемого музея, датируемый 1915 годом, вероятно, выполненный членом обоих обществ инженером К. И. Беляевым. По-видимому, здание предполагалось построить на пересечении Желвунцовской, Зосимовской и Московской улиц. В 1916 году была открыта подписная кампания по сбору средств на постройку здания, но этим планам помешала Революция 1917 года.

### Дом Дворянского собрания
Адрес: Вологда, Александровская улица (сейчас — улица Лермонтова, 21).

Здание Дворянского собрания является частью бывшей городской усадьбы. Памятник архитектуры федерального значения (с интерьерами), выполнен в стиле русского классицизма. Главный дом был построен не позднее 1780-х годов. С 1822 года в нём располагалось Дворянское собрание.
С 1915 года во флигеле здания размещался Северный кружок любителей изящных искусств и Вологодское общество изучения Северного края. В феврале 1919 года в здании была открыта Губернская советская публичная библиотека, которая располагалась в нём до 1963 года. С 1965 года здесь разместился концертный зал Вологодской областной филармонии имени В. А. Гаврилина.

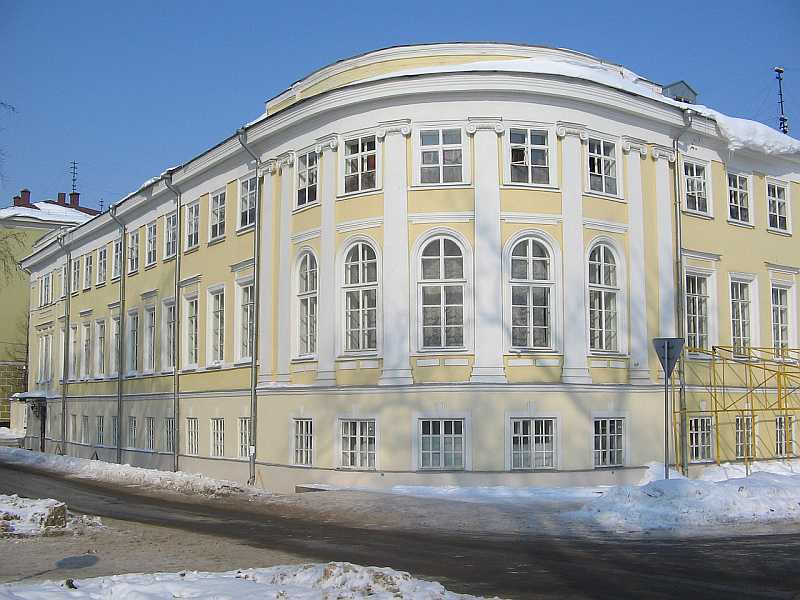
Дом Дворянского собрания, место проведения Художественных выставок, организованных СКЛИИ
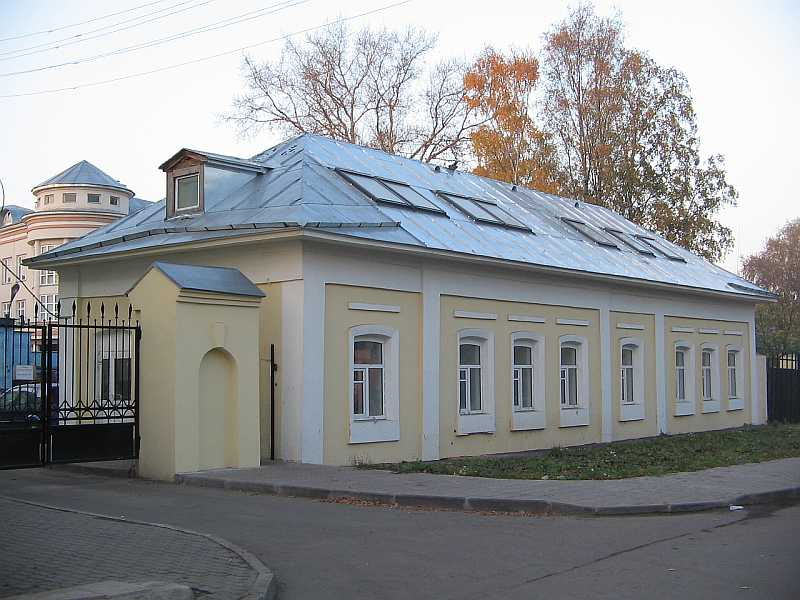
Флигель Дома Дворянского собрания, в котором располагались СКЛИИ и ВОИСК
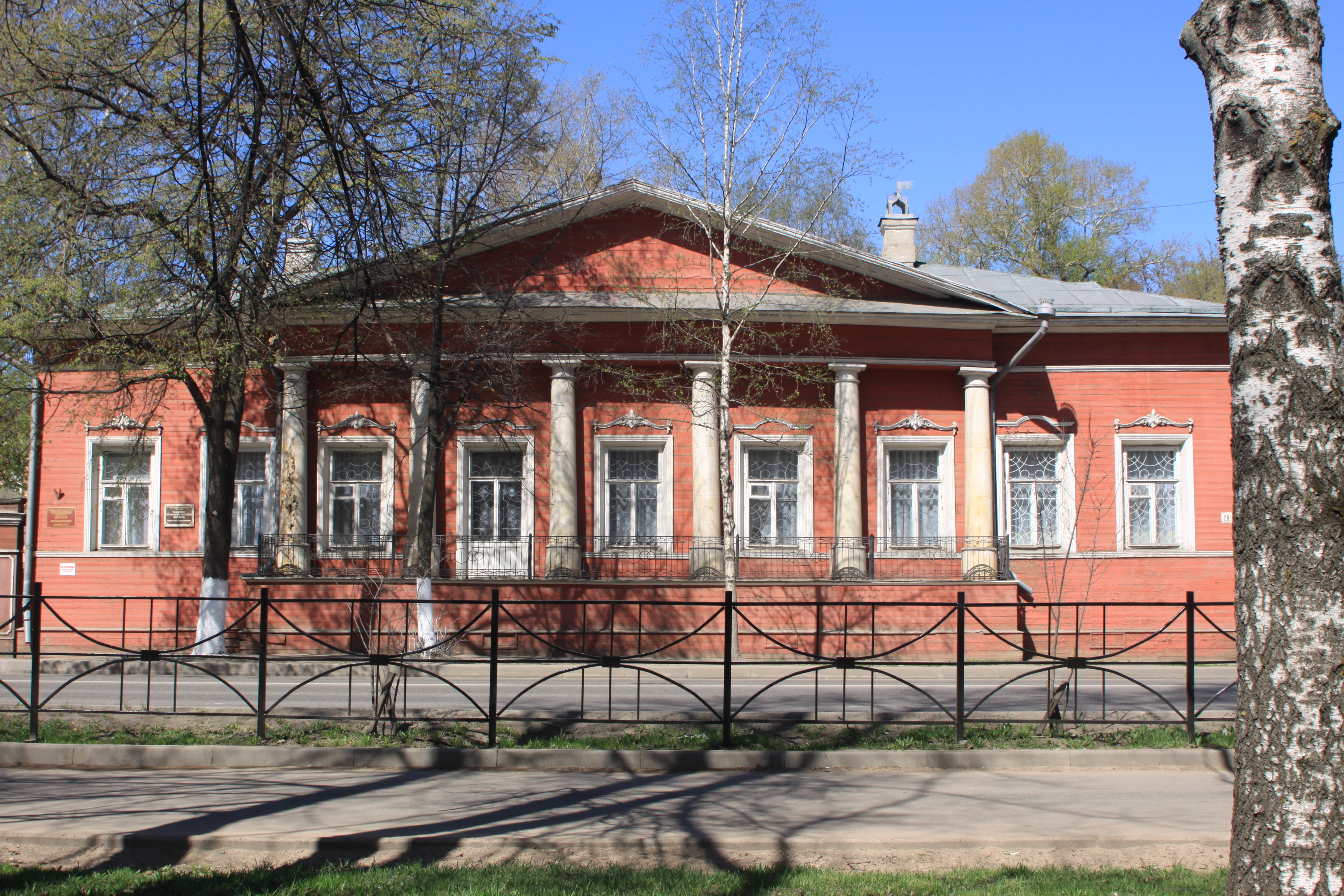
Дом Волкова, в котором находились музей СКЛИИ, рисовальные классы, а затем Художественный техникум
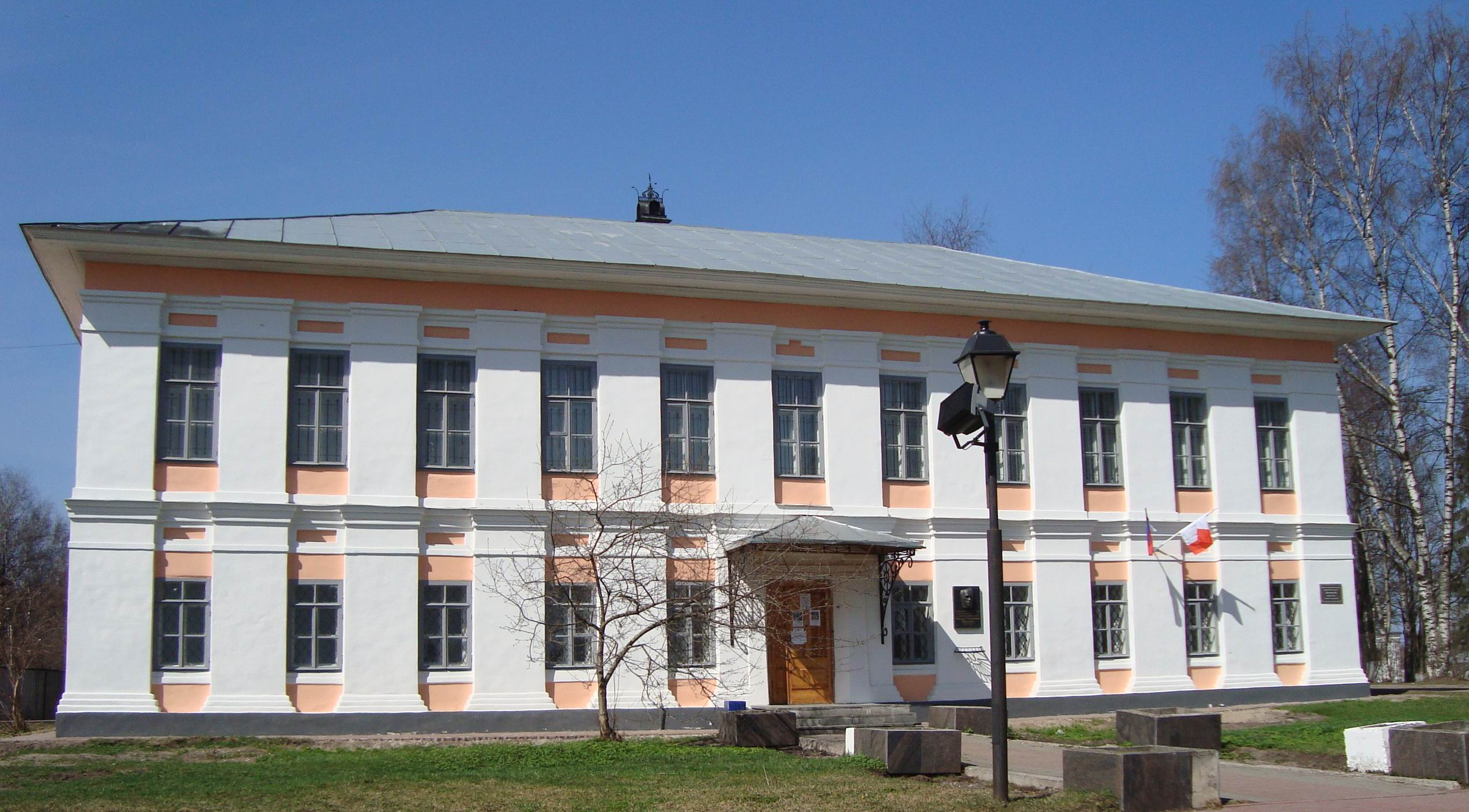
Шаламовский дом, местоположение постоянной экспозиции Вологодской областной картинной галереи, основу которой составило собрание СКЛИИ

### Дом Волкова
Адрес: Вологда, Петербургская (Петроградская) улица, 24 (сейчас — Ленинградская улица, 28).

Памятник вологодского деревянного зодчества начала XIX века, выполнен в стиле ампир, часть усадьбы (помимо дома включает здание конюшни и служб). Первоначально дом построен Баграковым, затем принадлежал Штольценвальд, называется домом Волкова по имени последнего владельца. Н. А. Волков был городским головой в 1893—1904 годах и в 1912—1917 годах, являлся членом СКЛИИ. Е. Н. Волкова, его дочь, председатель СКЛИИ в 1912—1920 годах, устроила в доме художественную коллекцию, которая с 1916 года стала общедоступной. В 1919 году в это здание из дома на Большой Козлёнской улице были перенесены бывшие рисовальные курсы Е. Н. Волковой, преобразованные в 1918 году в Художественный техникум, где преподавала и Е. Н. Волкова. Сейчас в доме Волкова располагается музыкальная школа.

## Оценки
Современники одобрительно воспринимали деятельность СКЛИИ. Интерес к национальной старине и народной культуре был велик как среди интеллигенции, так и среди широкой публики. Выставки кружка всегда были очень популярны (так, выставку 1905 года посетило более 3600 человек при населении Вологды около 30 000 жителей). Участниками выставок были представители передовых столичных художественных объединений — Товарищества передвижных художественных выставок и «Мира искусства». Власти поощряли просветительскую деятельность кружка — формирование первого собрания живописи, скульптуры и предметов народного декоративно-прикладного искусства и первой библиотеки.
В 1920-е годы художественная позиция членов кружка оказалась чуждой и вызывала резко критическую оценку, которая приобретала политический оттенок. Газета «Красный Север», орган вологодских Советов, негодовала по поводу выставки, организованной Художественным техникумом через 3 года после последней выставки СКЛИИ:
Вечер, кладбище, портрет жены, этюды, все старые истрёпанные мотивы, повторяющиеся сотни, тысячи раз. Выполните такие работы, поднимите такие черты, которые бы ясно говорили каждому о происходящей борьбе, о великих замыслах молодой республики!.

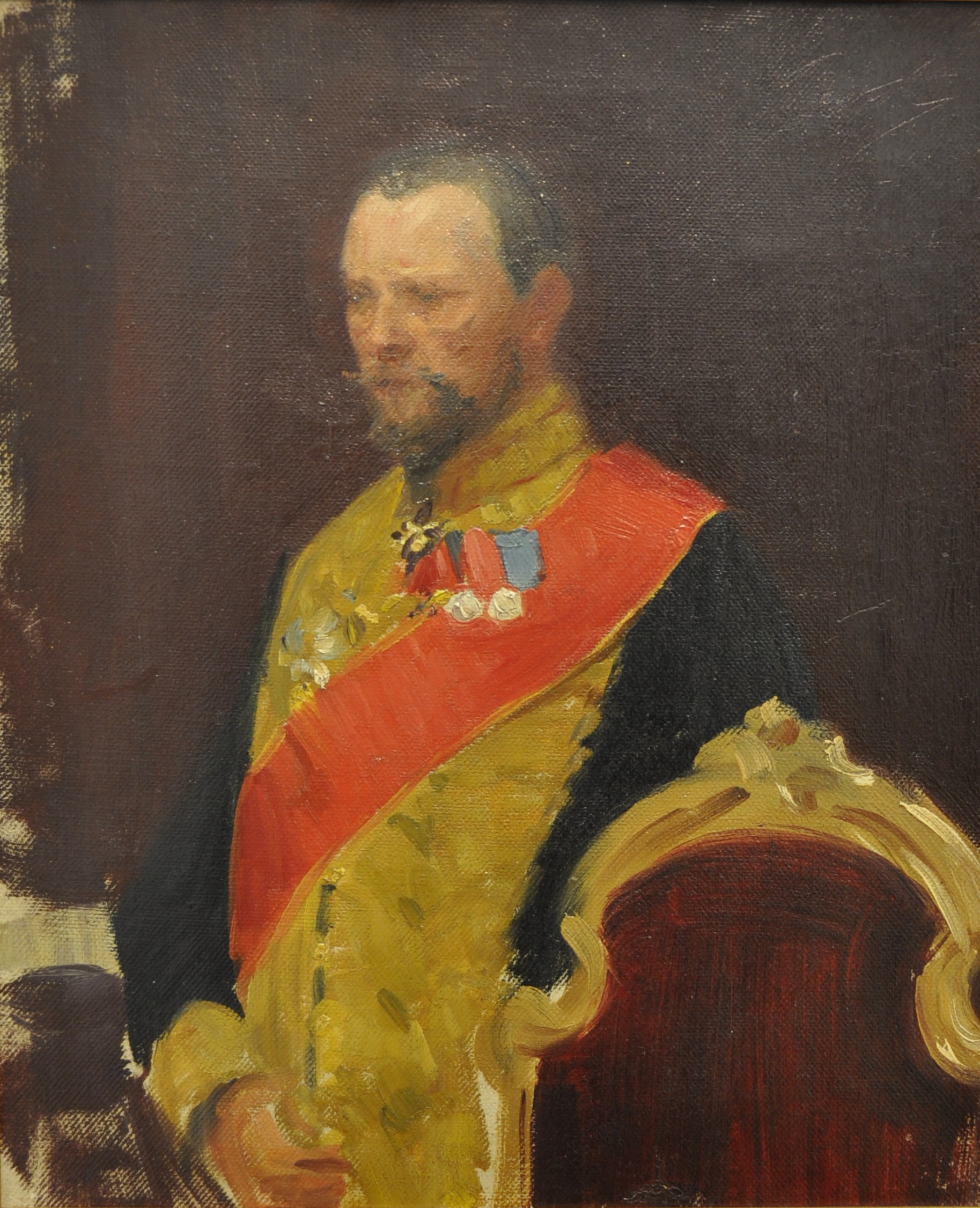
Член СКЛИИ С. В. Рухлов казнён большевиками в 1918 г.
И. С. Куликов. Этюд к картине «Заседание Госсовета». Пожертвован И. Е. Репиным в музей СКЛИИ в 1909 г.
Сейчас в экспозиции ВОКГ

Воспоследовавшие события носили карательный характер — Художественный техникум был закрыт, взамен него организовано Товарищество вологодских художников, которое возглавили демобилизованные из Красной Армии Н. М. Ширякин и В. В. Тимофеев. Преподававшие в техникуме члены кружка Н. П. Дмитревский и И. В. Федышин были впоследствии репрессированы.
В советский период признавалось, что создание кружка «положило начало местному художественному самосознанию» и явилось первой вехой в художественной истории Вологодчины. Положительно оценивался интерес к народному творчеству.
В то же время осуждался «резкий поворот в сторону „левых“ художников» (то есть, активное участие в выставках кружка, начиная с 1909 года, представителей «Мира искусства», а не только «реалистов»-передвижников):
Среди членов кружка появляются развязные молодые люди, пропагандирующие декадентскую живопись… Режущие глаз яркие цвета, затейливые композиционные вычурности вызывали недоумение посетителей.
Советскими критиками отмечалось, что:
Его участники не всегда понимали историческую и социальную обстановку. Порой при организации выставок или сборе материалов для «Временника» руководствовались личными пристрастиями и вкусами.
В деятельности кружка не могли частично не сказаться вкусы декадентского искусства, в силу идеалистического мировоззрения некоторых членов кружка. Но даже при таких взглядах кружок сумел сделать хорошее, полезное для краеведения дело, он впервые по-настоящему начал изучение древнего изобразительного искусства Вологодской области.

## Собрания
После расформирования кружка в 1920-е годы произведения искусства, находившиеся в его коллекции, были переданы в Вологодский краеведческий музей (впоследствии — Вологодский музей-заповедник). В 1950-е годы произведения живописи и скульптуры XIX — начала XX веков, включая картины художников-членов СКЛИИ, составили основу собрания вновь созданной Вологодской областной картинной галереи. Вологодская областная картинная галерея проводит выставки, посвящённые творчеству живописцев Севера, в частности, Ф. М. Вахрушова. В 2006 году была организована выставка, посвящённая 100-летию основания кружка.
Коллекция предметов народного искусства и крестьянского быта, собранная СКЛИИ, вошла в фонд Вологодского музея-заповедника. Аналогичная коллекция Ф. М. Вахрушова составила основу Тотемского краеведческого музея.

Произведения членов Северного кружка любителей изящных искусств в экспозиции Вологодской областной картинной галереи
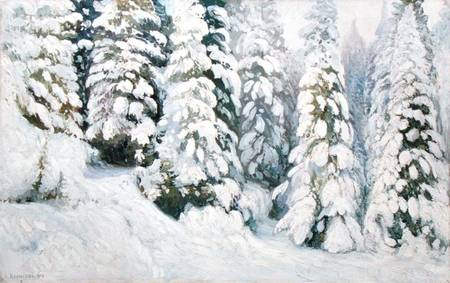
А. А. Борисов. Зимняя сказка. 1913 г.
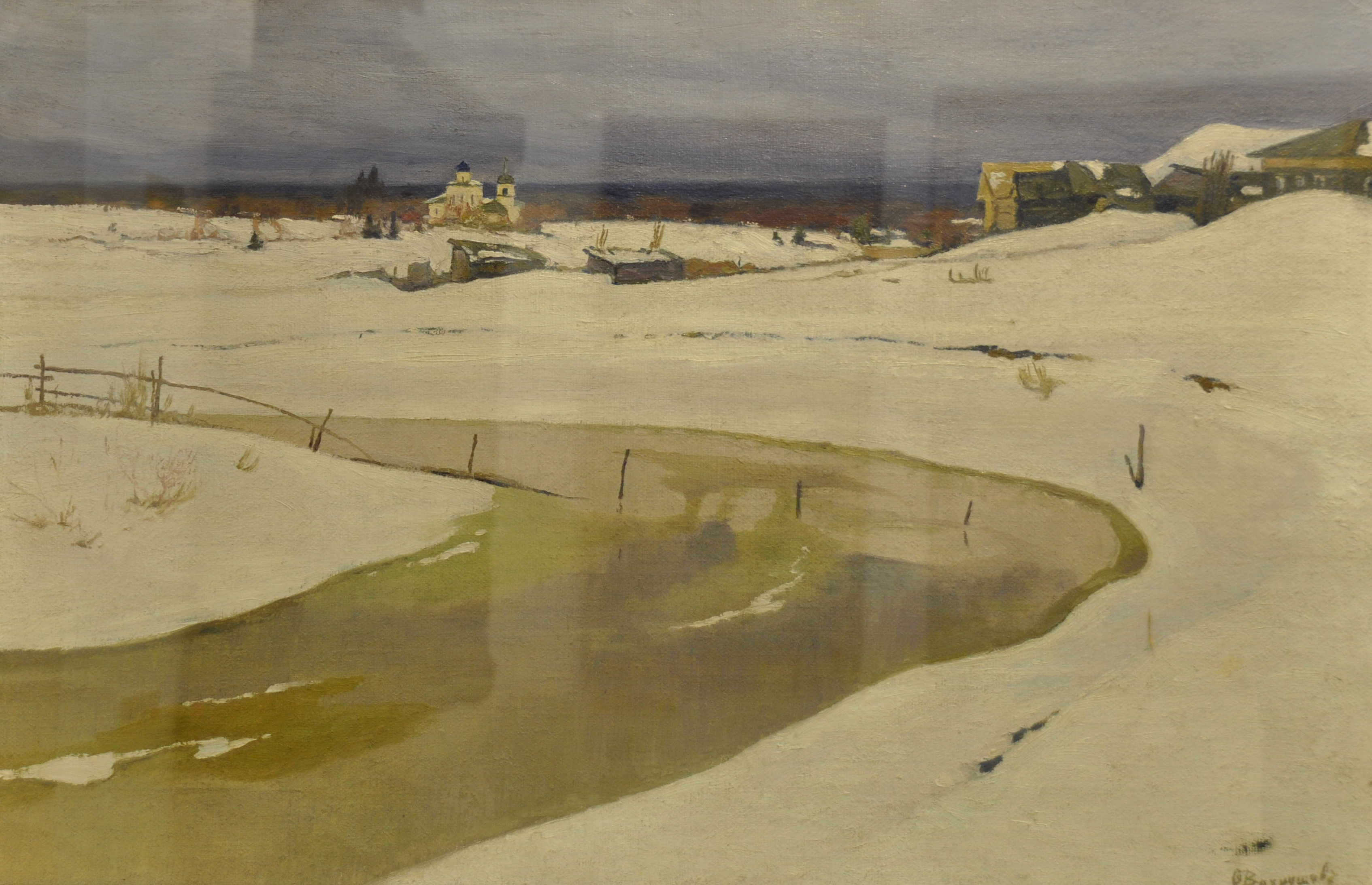
Ф. М. Вахрушов. Оттепель. 1910 г.
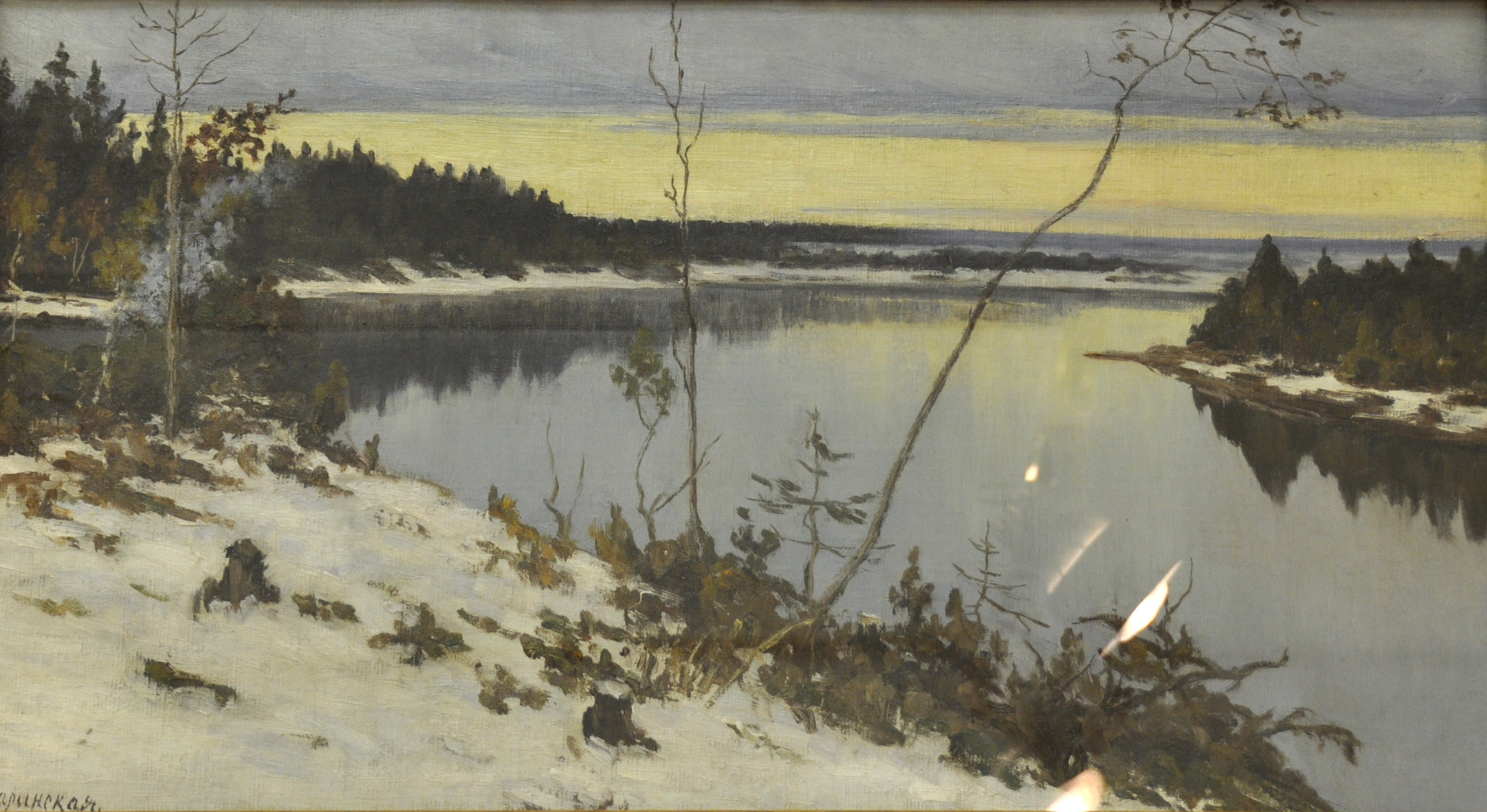
А. Н. Каринская. Застывает. 1919 г. (?)
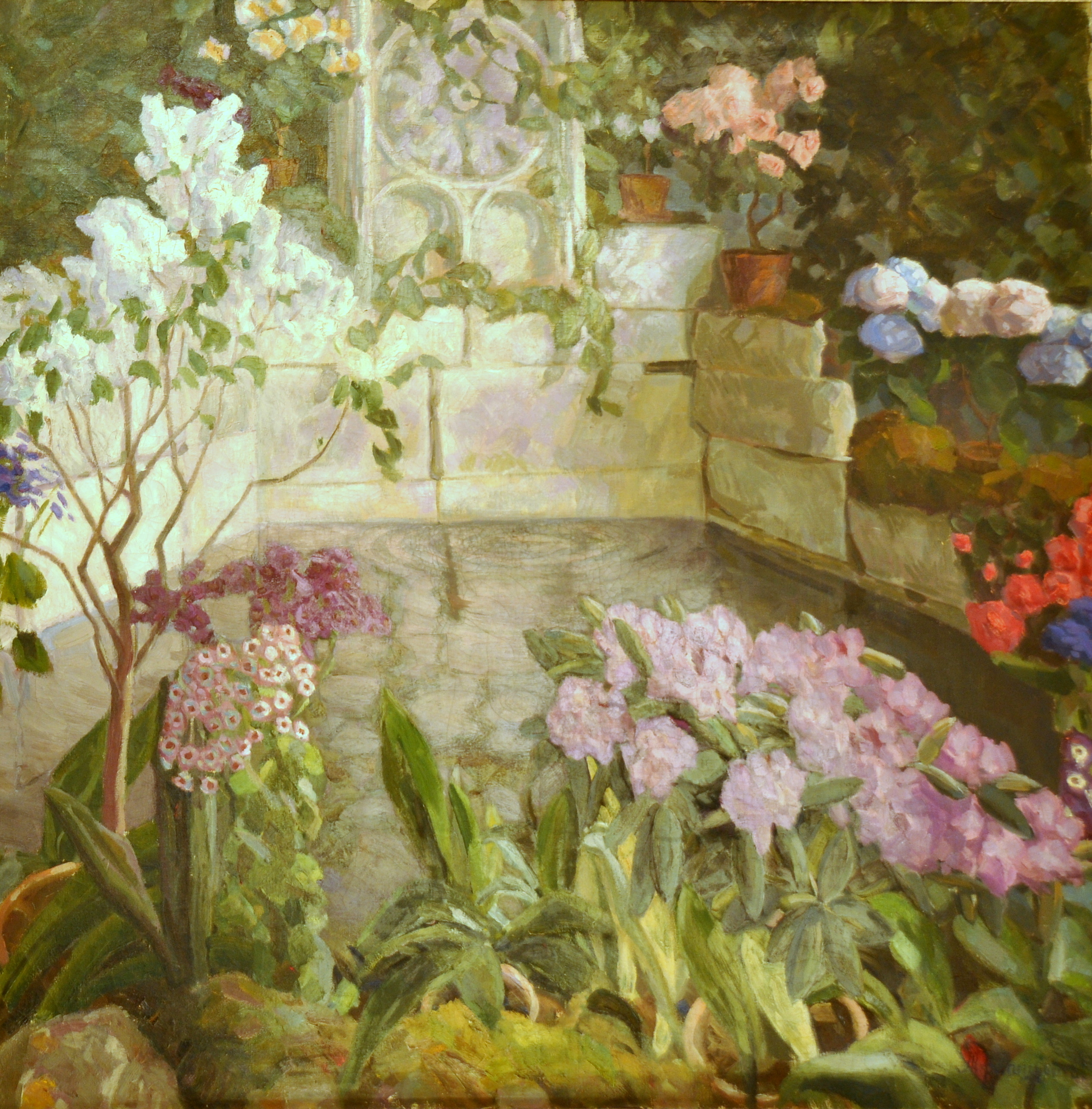
А. И. Трапицын. Водоём. Ок. 1911 г.

Произведения художников-членов кружка находятся в собраниях нескольких российских музеев. В коллекции Государственной Третьяковской галереи в Москве хранятся работы А. А. Борисова и А. Н. Каринской. Работы А. А. Борисова есть также в фондах Русского музея в Санкт-Петербурге. Творчество Ф. М. Вахрушова наиболее полно представлено в Тотемском краеведческом музее. Коллекция А. А. Борисова, эвакуированная из Красноборска в период Гражданской войны, стала основой Велико-Устюжского краеведческого музея. Более 400 работ А. А. Борисова находятся в собрании Музея художественного освоения Арктики им. А. А. Борисова в Архангельске. Более 50 живописных и графических работ А. П. Трапицына хранятся в собрании Ульяновского областного художественного музея.

Произведения членов Северного кружка любителей изящных искусств в собраниях музеев России
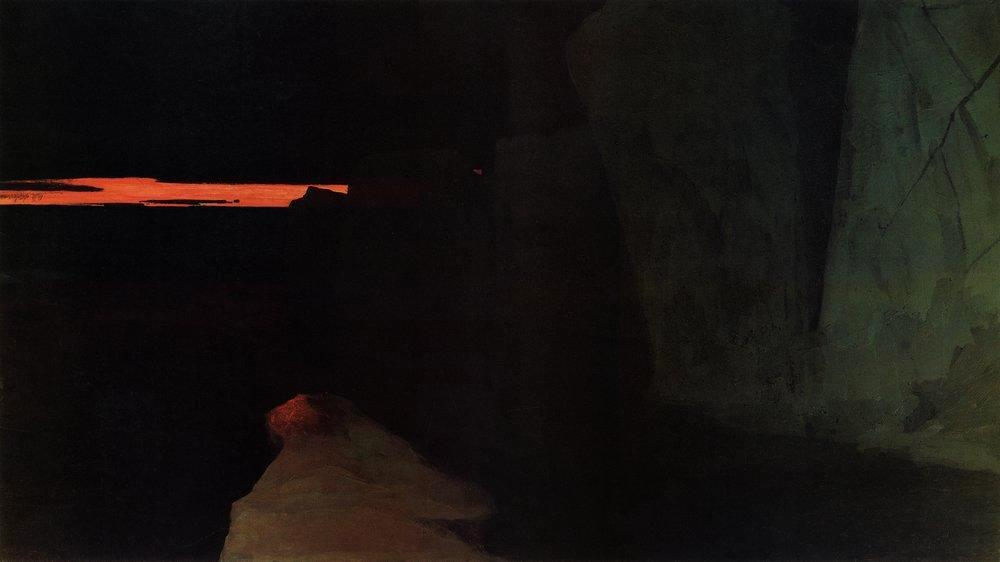
А. А. Борисов. Страна смерти. Августовская ночь в Ледовитом океане. 1903. Музей Арктики и Антарктики, Санкт-Петербург
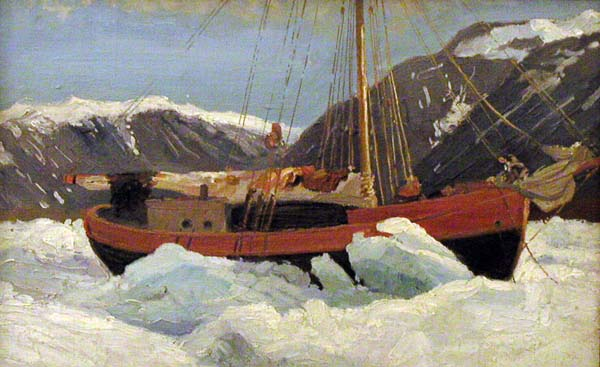
А. А. Борисов. Судно во льдах (яхта «Мечта»). 1899. Музей художественного освоения Арктики им. А. А. Борисова, Архангельск
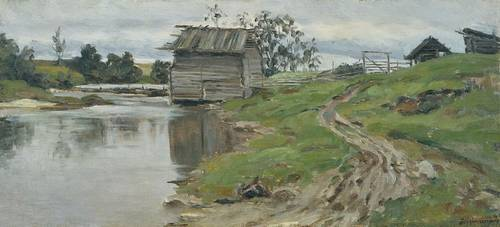
А. Н. Каринская. У мельницы. 1913 г. Государственная Третьяковская галерея
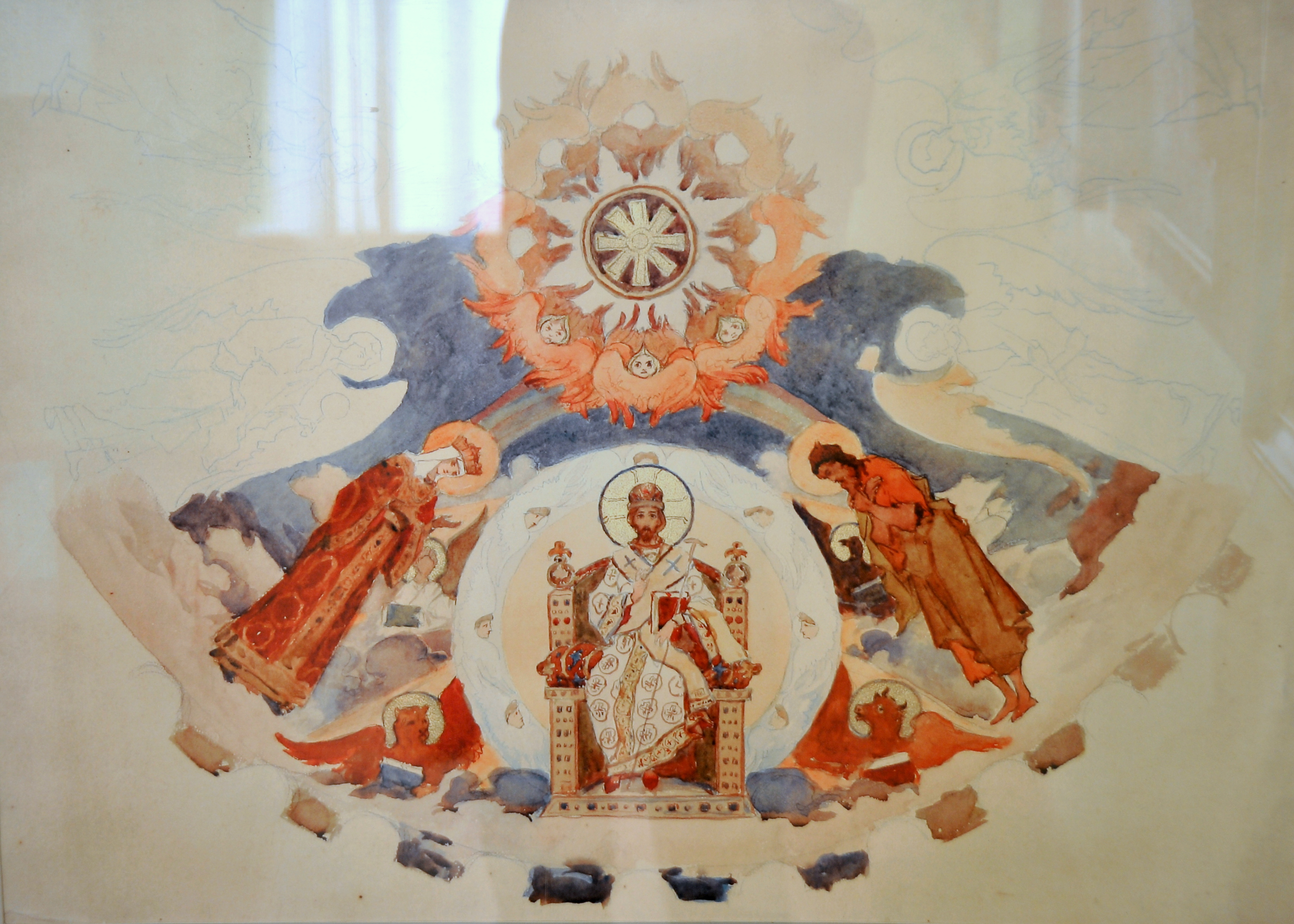
Ф. М. Вахрушов. Эскиз росписи храма. Нач. XX в. Тотемский краеведческий музей

## Значение
Деятельность кружка имела основополагающее значение в формировании художественно-культурной среды Вологды в XX веке. Кружком были проведены первые в Вологде художественные выставки с участием передовых российских художников своего времени. Начало художественному образованию было положено деятельностью рисовальных классов при кружке, а затем — работой Художественного техникума. Собрание живописи и скульптуры СКЛИИ стало первым художественным музеем в Вологде, а затем — основой коллекции Вологодской областной картинной галереи, до настоящего времени — единственного художественного музея в Вологодской области.
Кружку удалось привлечь внимание широкой публики, как в России, так и в самой Вологде, к достоинствам архитектурного наследия Вологды и окрестностей. Вологжане были поражены, «открыв для себя» свой город благодаря лекциям кружка, прочитанным Г. К. Лукомским, а также его книге «Вологда в её старине»:

…"честь открытия" художественной Вологды для современности принадлежит без сомнения г-ну Лукомскому. Но положительной новостью для большинства вологжан явились те образы светской архитектуры, которые открыты на наших грязных улицах г-ном Лукомским, и о существовании которых многим из нас даже не снилось. Кроме лирики в лекции г. Лукомского было, правда, и негодование на дикость и вандализм тех, кому доверена забота и сохранение этой вымирающей красоты для потомства, и кто по чисто материальным соображениям портит и уродует эту красоту пристройками, надстройками, перекраской, хищениями, безобразными вывесками и так далее.— Вологодский листок. «Лекция Г. К. Лукомского». 1913.

Ежедневно мы проходили мимо этих памятников и не обращали на них внимания, — так пригляделся наш глаз, так мы равнодушны ко всему окружающему, не замечали целого ряда художественных ценностей. Но вот в Вологде явился художник, влюблённый во всё то, что сохранилось от разрушения времени и нашего равнодушия, явился исследователь старины, любовно отыскивающий в захолустьях Руси памятники древнего зодчества.— Вологодский листок. 1914.